# Álvaro Hodeg
Álvaro José Hodeg Chagüi (* 16. September 1996 in Montería) ist ein kolumbianischer Radrennfahrer. Er gilt als Sprintspezialist im Straßenradsport.

## Werdegang
Hodeg wuchs als Sohn eines Rinderfarmers auf und widmete sich zunächst dem Tischtennis, Volleyball, Tennis und Fußball, bevor ihn sein Pate in den Radsport einführte.
Nachdem er im Jahr 2016 Zwölfter bei den Straßenradsport-Weltmeisterschaften im Straßenrennen der Klasse U23 geworden war, fuhr er im Jahr 2017 für das UCI Continental Team Equipo de ciclismo Coldeportes Zenu. Er nahm am Giro Ciclistico d’Italia teil und gewann für die Kolumbianische Nationalmannschaft eine Sprintankunft der Tour de l’Avenir 2017, die er jedoch auf der vorletzten Alpen-Etappe aufgab. Ab August absolvierte er als Stagiaire fünf Rennen für das belgische UCI WorldTeam Quick-Step Floor, bei dem er einen Vertrag für die nächsten zwei Jahre erhielt.
Bereits im März des Jahres 2018 gewann Hodeg mit dem Eintagesrennen Handzame Classic seinen ersten internationalen Elite-Wettbewerb, ehe er wenige Tage später die Auftaktetappe der Katalonien-Rundfahrt für sich entschied. Nach seinem ersten Etappensieg in der UCI WorldTour war er auch bei der Polen-Rundfahrt erfolgreich, die ebenfalls der höchsten Serie des Straßenradsports angehört. Am Ende der Saison folgten jeweils ein Etappensieg bei Sprintankünften der Deutschland Tour und Türkei-Rundfahrt. In seiner zweiten Saison sprintete Álvaro Hodeg zu Etappensiegen bei der Colombia 2.1, Tour of Norway und dem Adriatica Ionica Race, wo er neben zwei Etappensiegen auch die Punktewertung gewann. Bei der Binckbank Tour gewann er zudem erneut eine Etappe eines UCI WorldTour Rennens. Mit dem Heylen Vastgoed Heistse Pijl und dem Münsterland Giro war er im Jahr 2019 auch bei zwei Eintagesrennen erfolgreich. Bei der anschließenden Tour de l’Eurométropole, brach er sich den linken Unterarm, seine rechte Schulter sowie zwei Rippen. Nach seiner Genesung konnte Hodeg im Jahr 2020 keinen Sieg erringen. Dafür gab er beim Giro d’Italia 2020 sein Grand-Tour-Debüt, wobei er auf der 11. Etappe mit Rang drei seine beste Platzierung einfuhr. Im Jahr 2021 holte er jeweils eine Etappe der Tour de l’Ain und Slowakei-Rundfahrt und gewann den Grote Prijs Marcel Kint.
Mit dem Jahr 2022 wechselte Hodeg zum UAE Team Emirates, bei dem er einen Zwei-Jahres-Vertrag erhielt. In Vorbereitung auf die neue Saison wurde er jedoch in seiner Heimat von einem Auto angefahren und zog sich schwere Verletzungen des Knöchels und Handgelenks zu, wodurch er im Jahr 2022 kein Rennen bestritt. Sein Comeback gab der mittlerweile 26-jährige Kolumbianer im März 2023, als er den Giro di Sicilia bestritt. Seither konnte er kein Rennen mehr gewinnen.

## Trivia
Der eigentliche Nachname von Hodeg lautet Hodge, geerbt von seinem Urgroßvater, der Schottland verließ, um in die USA auszuwandern, dann aber in Kolumbien landete. Aus für Hodeg unerfindlichen Gründen wurde die Schreibweise des Nachnamens in seinen offiziellen Papieren geändert, gleichwohl besteht er darauf, dass sein richtiger Nachname Hodge lautet und auch englisch Hodsch (hɒdʒ) ausgesprochen wird.

## Erfolge
2017
- eine Etappe Tour de l’Avenir

2018
- Handzame Classic
- eine Etappe Volta a Catalunya
- Gesamtwertung Hammer Sportzone Limburg
- Mannschaftszeitfahren Adriatica Ionica Race
- eine Etappe Polen-Rundfahrt
- eine Etappe Deutschland Tour
- eine Etappe Türkei-Rundfahrt

2019
- eine Etappe Tour Colombia
- Hammer Sprint Hammer Stavanger
- eine Etappe Tour of Norway
- Heistse Pijl
- zwei Etappen und Punktewertung Adriatica Ionica Race
- eine Etappe BinckBank Tour
- Münsterland Giro

2021
- eine Etappe Tour de l’Ain

2025
- Panamerika-Meister – Straßenrennen

## Grand Tour-Platzierungen
| Grand Tour            | 2020 | 2021 | 2022 | 2023 | 2024 |
| --------------------- | ---- | ---- | ---- | ---- | ---- |
| Giro d’ItaliaGiro     | 131  | –    | –    | –    | –    |
| Tour de FranceTour    | –    | –    | –    | –    | –    |
| Vuelta a EspañaVuelta | –    | –    | –    | –    | –    |